# نور الدين مجهود
نور الدين مجهود (مواليد 24 ديسمبر 1975) هو ملاكم جزائري، مثّل بلاده في الألعاب الأولمبية الصيفية في دورتي 1996 و2000.

## روابط خارجية
نور الدين مجهود على موقع بوكس ريك (الإنجليزية) (registration required)
- نور الدين مجهود على موقع اللجنة الأولمبية الدولية (الإنجليزية)
- نور الدين مجهود على موقع أوليمبيديا (الإنجليزية)